# Мертві без поховання, або Полювання на щурів
«Мертві без поховання, або Полювання на щурів» — радянський художній фільм 1991 року, знятий режисером Ігорем Апасяном.

## Сюжет
Фільм складається з двох новел. Перша, за оповіданням Сартра: п'ять людей стають жертвами безглуздого випадку і потребують захисту. У своєму нещасті кожен звинувачує решту чотирьох… В основі другої новели — любовний поєдинок.

## У ролях
- Олена Амінова — головна роль
- Лев Борисов — головна роль
- Євдокія Германова — головна роль
- Олег Мельник — Анрі
- Володимир Мсрян — роль другого плану
- Сергій Сазонтьєв — Жан
- Олександр Трофімов — роль другого плану
- Алішер Хайдаров — роль другого плану

## Знімальна група
- Режисер — Ігор Апасян
- Сценарист — Ігор Апасян
- Оператор — Сергій Тартишников
- Композитор — Іварс Вігнерс
- Художник — Ігор Божко